# Wapen van Het Hogeland

Het wapen van Het Hogeland werd op 21 juni 2019 door de Hoge Raad van Adel aan de gemeente Het Hogeland (Nederlandse provincie Groningen) toegekend.

## Geschiedenis
In verband met de fusie van gemeenten Bedum, De Marne, Winsum en Eemsmond naar de nieuw te vormen gemeente Het Hogeland, werd in 2018 een werkgroep opgericht om een ontwerp voor een nieuw gemeentewapen tot stand te brengen. Deze werkgroep bestond uit zes historische verenigingen met de vier burgemeesters. Wapentekenaar Piet Bultsma-Vos ontwierp en tekende het uiteindelijke wapen. Het blauw staat symbool voor de lucht en het water, het groen voor de wierden en de gemeentenaam, het graan voor de landbouw. Het paard met de ruiter, de dame en de ster, is vanouds het symbool voor het historische gebied Hunsingo, een van de vijf Groningse Ommelanden dat voor een groot deel de gemeente besloeg. Een zegel uit de 13e eeuw is bekend, de betekenis ervan is onbekend. De markiezenkroon en wapenspreuk werden overgenomen van het Eemsmond. Het wapen werd verleend per Koninklijk Besluit van 22 januari 2019.

## Blazoen
De beschrijving van het wapen luidt als volgt:
In azuur, op een gewelfde grasgrond van sinopel, een stappend paard met een aanziende ruiter in de rechterhand een lans met daaraan een vaan met drie rechthoekige sloppen, achter hem een dame in amazonezit, de rechterarm op zijn rechterschouder en linkerarm in haar zij, middeleeuws gekleed en vergezeld van een zevenpuntige ster, alles van goud. Het schild gedekt met een gouden kroon van vijf bladeren. Wapenspreuk: Ex undis in zwarte letters op een wit lint.

## Verwante wapens

Het wapen van Winsum
Het wapen van Uithuizen
Het wapen van Bedum

Eemsdelta 
· Groningen 
· Het Hogeland 
· Midden-Groningen 
· Oldambt 
· Pekela 
· Stadskanaal 
· Veendam 
· Westerkwartier 
· Westerwolde